# پنوم‌پن
پنوم‌پن پایتخت کشور کامبوج و بزرگ‌ترین شهر این کشور است. جمعیت پنوم‌پن یک و نیم میلیون نفر است.

پنوم‌پن از سال ۱۴۳۴ میلادی در کنار رود مکونگ بنا شده و از زمان استعمار فرانسه در کامبوج، پایتخت این کشور بوده‌است. این شهر از دهه ۱۹۲۰ یکی از زیباترین شهرهای ساخته‌شده توسط فرانسویان در هندوچین به‌شمار می‌آمد و «مروارید آسیا» لقب گرفته بود. امروزه تعدادی از ساختمان‌های استعماری فرانسوی در بلوار اصلی شهر پابرجا هستند.
شاخص توسعه انسانی پنوم‌پن از میانگین کشوری بالاتر است. با این وجود بسیاری از ساکنان شهر پنوم پن، پایتخت کامبوج در واقع مهاجرین نواحی روستایی این کشور هستند که در جریان چندین دهه جنگ خانه و مزارع خود را از دست داده و به این شهر پناه آورده‌اند. وجود میلیون‌ها مین ضد نفر که در جای جای خاک این کشور کار گذاشته شده عملاً مانع از زندگی مردم در مزارعی که ده‌ها سال به حال خود رها شده‌اند، است. بخشی از این مهاجران زندگی خود را با فروش زباله و یافتن وسایل دست دوم از میان زباله‌های شهر پنوم‌پن می‌گذرانند. حلبی‌آبادهایی که آنها ساکن آن هستند نیز در مجاورت محل تخلیه زباله شهر پنوم پن قرار دارد.

## پیشینه
در هفدهم آوریل ۱۹۷۵ نیروهای «خمر سرخ»، به رهبری پول پوت، شهر دو میلیون و سیصد هزار نفری پنوم پن را اشغال کردند و «جمهوری دمکراتیک کامبوج» را به جای نظام هوادار غرب نشاندند. چهل و هشت ساعت بعد، تمامی جمعیت پایتخت، به فرمان فاتحان، خانه و کاشانه خود را رها کرده و بدون کمترین آمادگی، به سوی روستاها و جنگل‌ها رانده شدند. بدین سان شهر بسیار گسترده پنوم پن به شهر ارواح بدل شد و تنها شماری از صاحب منصبان ارشد نظام تازه، همراه با چند شکنجه‌گاه، در آن منزل گزیدند.
مهم‌ترین «بنای تاریخی» پول پوتیسم، مدرسه بزرگی است در قلب پنوم پن که در سال‌های سلطه خمر سرخ به یک شکنجه گاه بزرگ با نام «توئول سلنگ» یا «اس ۲۱» بدل شد.
در این مدرسه پیشین، که امروز «موزه کشتار عام» نام گرفته، حدود بیست هزار نفر بازجویی و شکنجه شدند که نزدیک به پانزده هزار نفر آنها ناپدید شدند. شمار زیادی از شکنجه‌شدگان «توئول سلنگ» در کشتارگاهی موسوم به «چونگ اک»، در پانزده کیلومتری پنوم پن، نابود شدند.
در هفتم ژانویه ۱۹۷۹ در پی یک هجوم سراسری به کامبوج، ارتش ویتنام شهر پنوم پن را اشغال کرد، نظام خمر سرخ فرو ریخت و جمهوری دمکراتیک کامبوج (به رهبری پول پوت) جای خود را به جمهوری خلق کامبوج (که گوش به فرمان ویتنام است) سپرد.
در این زمان یک دوران بازسازی در پنوم‌پن آغاز شد.